# Championnats du monde de beach tennis 2009
 (mars 2024).
Si vous disposez d'ouvrages ou d'articles de référence ou si vous connaissez des sites web de qualité traitant du thème abordé ici, merci de compléter l'article en donnant les références utiles à sa vérifiabilité et en les liant à la section « Notes et références ».
Navigation
Édition suivante
Les championnats du monde de beach tennis 2009, première édition des championnats du monde de beach tennis, ont eu lieu du 4 au 6 mai 2009 à Rome, en Italie. Ils ont été remportés par les Italiens Riccardo De Filippi et Marco Ludovici chez les hommes et les Italiennes Simona Briganti et Rosa Stefanelli chez les femmes.